# هايدي مارتينيز دي أوسوريو
هايدي مارتينيز دي أوسوريو هو مسؤول فنزويلي في الأمم المتحدة ورئيسة سابقة لليونيسف (1983-1984). كانت المديرة العامة للمعهد الوطني للأطفال في فنزويلا، وكانت سابقًا ممثلة منطقة اليونيسف في الأرجنتين وشيلي وأوروغواي.